# Nils Ekstam
Nils Theodor Ekstam, född 12 juli 1889 i Jakob och Johannes församling, Stockholms stad, död 1 november 1946 i Sankt Petri församling, Malmöhus län, var en svensk skådespelare och teaterchef.
Ekstam var från 1927 gift med målaren och författaren Evy Margit Broberg (1900–1996). De är begravda på Norra begravningsplatsen utanför Stockholm. De fick en son, Stig Ingemar (född 1938).

## Filmografi i urval
- 1921 – Elisabet
- 1921 – Fru Mariannes friare
- 1924 – Studenterna på Tröstehult
- 1925 – Två konungar
- 1928 – Synd
- 1928 – A.-B. Gifta Bort Baron Olson
- 1931 – Skepp ohoj!
- 1932 – Service de nuit
- 1935 – Flickornas Alfred
- 1935 – Äktenskapsleken
- 1936 – Kvartetten som sprängdes
- 1936 – Våran pojke
- 1936 – Bröllopsresan
- 1936 – Samvetsömma Adolf
- 1939 – Adolf i eld och lågor
- 1940 – Blyge Anton
- 1942 – Sol över Klara
- 1942 – Vårat gäng
- 1946 – Ebberöds bank
- 1947 – Bruden kom genom taket

## Teater

### Roller (ej komplett)
| År   | Roll                              | Produktion                                                                                     | Regi                      | Teater                   |
| ---- | --------------------------------- | ---------------------------------------------------------------------------------------------- | ------------------------- | ------------------------ |
| 1915 | Dorian Gray                       | Dorian Gray (The Picture of Dorian Gray) Oscar Wilde                                           | Olof Hillberg             | Olof Hillbergs sällskap  |
| 1919 |                                   | Mannen utan minne (Der Mann ohne Vergangenheit) Bruno Decker och Robert Pohl                   | Otto Malmberg             | Folkteatern              |
| 1920 | Medverkande                       | Krasch, revy Karl-Ewert och Karl Gerhard                                                       | Ernst Brunman             | Folkteatern              |
| 1920 |                                   | Clara från Narvavägen Björn Hodell                                                             | Ernst Brunman             | Folkteatern              |
| 1920 |                                   | Hennes lilla majestät Paul Lanzinger                                                           |                           | Folkteatern              |
| 1921 | John Grundström, studerande       | Vagnmakarns frieri Hjalmar Peters                                                              | Hjalmar Peters            | Folkteatern              |
| 1921 |                                   | Hemslavinnor (Den nye husassistent) Christian Bogø och Axel Frische                            | Hjalmar Peters            | Folkteatern              |
| 1922 | Medverkande                       | Med Folkan för fosterlandet, revy Karl-Ewert och G.V. Nordensvan                               | Hjalmar Peters            | Folkteatern              |
| 1922 |                                   | Hemslavinnor (Den nye husassistent) Christian Bogø och Axel Frische                            | Hjalmar Peters            | Folkteatern              |
| 1923 |                                   | Inspektorn på Siltala Hjalmar Procopé                                                          | Hjalmar Peters            | Folkteatern              |
| 1923 |                                   | Hemslavinnor (Den nye husassistent) Christian Bogø och Axel Frische                            | Hjalmar Peters            | Folkteatern              |
| 1923 |                                   | Sömngångerskan (She Walked In Her Sleep) Mark Swan                                             | Hjalmar Peters            | Folkteatern              |
| 1923 |                                   | Frun av stånd och frun i ståndet Frans Hedberg                                                 |                           | Folkteatern              |
| 1923 | Jens Vang, arkitekt               | Svärmor i klämma (Svigermor) Alfred Aatoft                                                     | Hjalmar Peters            | Folkteatern              |
| 1923 | Johan, Annas syssling             | Jazzflugan Sven Rune                                                                           | Hjalmar Peters            | Folkteatern              |
| 1924 | Nihlén, handelsbiträde            | Högsta vinsten Hjalmar Peters                                                                  | Hjalmar Peters            | Folkteatern              |
| 1924 | Octave                            | Portiern på Maxim (Le Chasseur de chez Maxim ) Yves Mirande, Gustave Quinson och Henri Geroule | Ernst Eklund              | Blancheteatern           |
| 1924 | Edmond Janville                   | Fördraget i Auteuil (( Le Traité dʼAuteuil) Louis Verneuil                                     | Einar Fröberg             | Blancheteatern           |
| 1924 | Nyman, gammal hovlakej hos kungen | Kungens amour Brita von Horn                                                                   | Mathias Taube             | Komediteatern            |
| 1925 | Major Wibley                      | Maskopi (Collusion) J. E. Harold Terry                                                         | Rune Carlsten             | Djurgårdsteatern         |
| 1925 | Gösta Björner                     | Lite ljuga... Sven Åkerberg                                                                    | Helge Wahlgren            | Helsingborgs stadsteater |
| 1925 | Greve de Giray                    | Kameliadamen (La Dame aux camélias) Alexandre Dumas den yngre                                  | Helge Wahlgren            | Helsingborgs stadsteater |
| 1925 | Läkaren                           | Löftet Tomasino Scotti                                                                         | Gerda Lundequist-Dalström | Helsingborgs stadsteater |
| 1925 | Direktören                        | Den sköna Melusina Oscar Rydqvist                                                              |                           | Helsingborgs stadsteater |
| 1925 | Lidner                            | En aftonstund på "Tre Liljor" Knut Michaelson                                                  |                           | Helsingborgs stadsteater |
| 1925 | Olle Pamp                         | Ljungby horn (Et folkesagn) Edgar Collin, Vilhelm Østergaard, och Alfred Ipsen                 | Helge Wahlgren            | Helsingborgs stadsteater |
| 1926 | Veder-Döparen                     | Stora barndopet (Den store barnedaapen) Oskar Braaten                                          | Helge Wahlgren            | Helsingborgs stadsteater |
| 1926 | Linzman Stephan Kadar             | Liliom Ferenc Molnár                                                                           | Torsten Hammarén          | Helsingborgs stadsteater |
| 1926 | Biskopen                          | Nationalmonumentet Tor Hedberg                                                                 | Helge Wahlgren            | Helsingborgs stadsteater |
| 1928 | Waldemar Berner, docent           | Hurra! En pojke! (Hurra, ein Junge) Franz Arnold och Ernst Bach                                | Sigurd Wallén             | Södra Teatern            |
| 1928 | Polisinspektör Riley              | Spindeln (The Spider) Fulton Oursler och Lowell Brentano                                       |                           | Södra Teatern            |
| 1932 | Joe Bascom, kallad Pete Turner    | Tjuvar och hedersmän (Turn To the Right!) Winchell Smith                                       | Oscar Lund                | Folkteatern              |
| 1932 | Balder Svanemose                  | Onsdagsflickan (Peter den store) Paul Sarauw                                                   | Albert Ranft              | Folkteatern              |
| 1932 |                                   | Hemslavinnor (Den ny Husassistent) Christian Bogø och Axel Frische                             |                           | Folkteatern              |
| 1933 |                                   | Hela havet stormar (Musical Chairs) Ronald Mackenzie                                           | Gustaf Linden             | Skådebanan               |
| 1933 |                                   | Den store hädangångne (Prenez garde à la peinture) René Fauchois                               | Helge Wahlgren            | Skådebanan               |
| 1936 | Grosshandlare Werle               | Vildanden Henrik Ibsen                                                                         | Martha Lundholm           | Vasateatern              |
| 1937 | Chef-inspektör Charles            | Doktor Clitterhouse (The Amazing Dr Clitterhouse) Barré Lyndon                                 | Gösta Ekman               | Vasateatern              |
| 1938 | Gösta Berling                     | Gösta Berlings saga Selma Lagerlöf                                                             | Johan Falck               | Riksteatern              |
| 1939 | Kanslern                          | Segraren (Sejren) Kaj Munk                                                                     | Sandro Malmquist          | Nya teatern              |
| 1939 | Gustaf Heink                      | Konserten (Das Konzert) Hermann Bahr                                                           | Martha Lundholm           | Vasateatern              |
| 1939 | Johan Ulfstjerna                  | Johan Ulfstjerna Tor Hedberg                                                                   | Sandro Malmquist          | Nya Teatern              |
| 1940 | Legeurche                         | Bröllopsnatt (Oktobertag) Georg Kaiser                                                         | Nils Ekstam               | Nya teatern              |
| 1941 |                                   | Han som kom till middag (The Man Who Came to Dinner) George S. Kaufman och Moss Hart           | Martha Lundholm           | Vasateatern              |

### Regi
| År   | Produktion              | Upphovsmän                            | Teater      |
| ---- | ----------------------- | ------------------------------------- | ----------- |
| 1940 | Bröllopsnatt Oktobertag | Georg Kaiser Översättning Nils Ekstam | Nya teatern |

## Radioteater

### Roller
| År   | Roll          | Produktion | Regi |
| ---- | ------------- | --- | ---- |
| 1941 | Skådespelaren | Bliv er själv eller pengarna tillbaka! Ett besök på psykiska korrektionsinstitutet, radiokabaret Nils-Georg, Einar Hylin och Nils Söderman |      |